# Église Saint-Antoine-de-Padoue (Hanoï)
Pour les articles homonymes, voir Église Saint-Antoine-de-Padoue.
L'église Saint-Antoine-de-Padoue (vietnamien : Nhà thờ Antôn thành Padova)  ou église Hàm Long (vietnamien : Nhà thờ Hàm Long) est une église catholique de Hanoï, au Viêt Nam (dans l'ancien Tonkin). C'est l'une des trois églises principales de la ville avec la cathédrale Saint-Joseph et l'église des Martyrs. Elle dépend de l'archidiocèse d'Hanoï.

## Historique
L'église, dédiée à saint Antoine de Padoue, se trouve dans le quartier de Ham Long, près de l'ancienne rue Doudart de Lagrée. Une première église avait été construite par les missionnaires français à la fin du XIXe siècle. Elle a été reconstruite en 1934 à l'époque de l'Indochine française, sous l'épiscopat de Mgr Gendreau.
Cette communauté paroissiale est à la pointe contre la répression exercée par les autorités civiles communistes contre les chrétiens au Viêt Nam, en particulier de ceux du nord du pays.

## Galerie

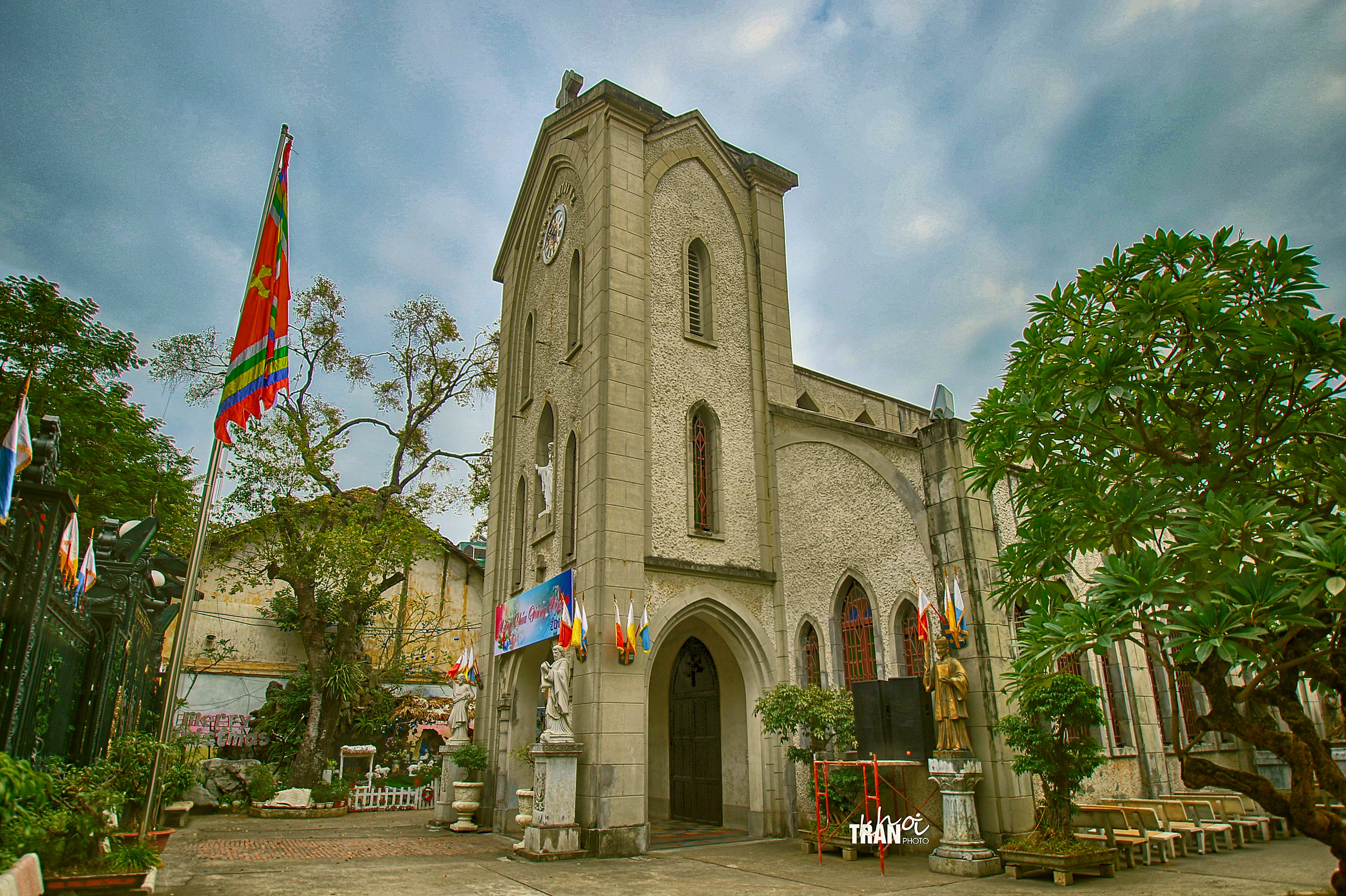
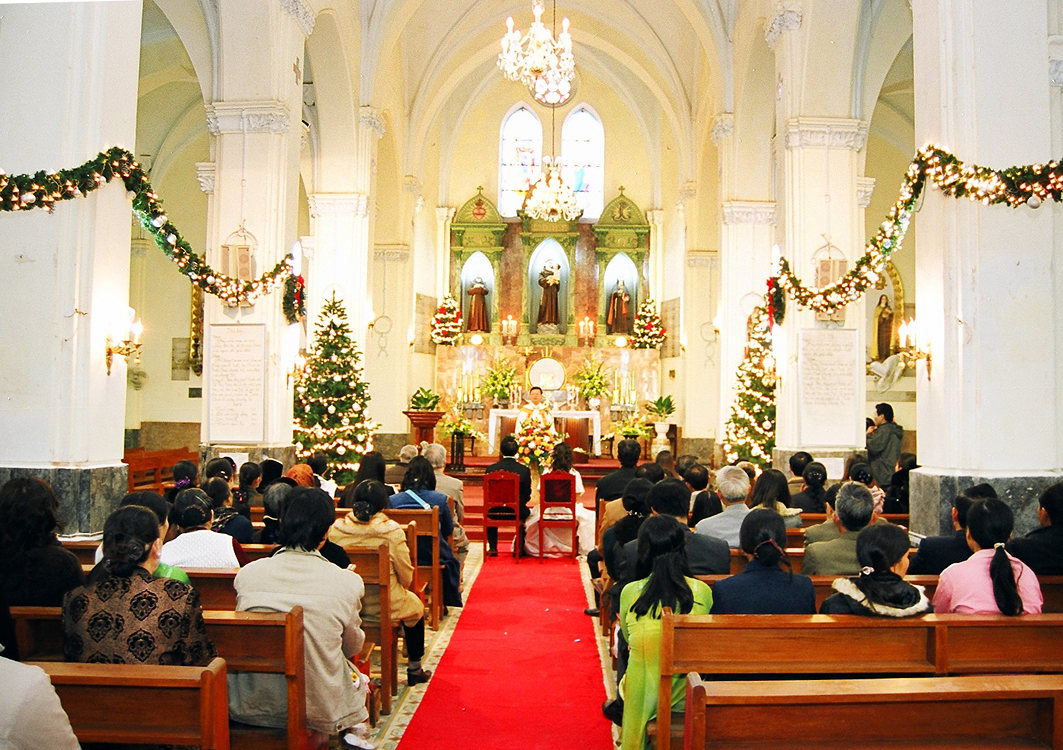
Intérieur de l'église, pendant une cérémonie de mariage à l'époque de Noël (2006).